# Історична мудрість Великого Кобзаря
«Історична мудрість Великого Кобзаря»[ISBN відсутній] — історична мудрість Великого Кобзаря: Історизм і соціально-політичний вимір епічних творів Тараса Шевченка проаналізовані шевченкознавцем Цвілюком Семеном Антоновичем. 300 сторінкова книжка вийшла в одеському видавництві «Маяк» в 2008 році є популярною книжкою серед студентів, що намагалися аналізувати творчі та суспільні аспекти творчості Тараса Шевченка.

## Про книжку
В творчому доробку Тараса Шевченка, поряд з емоційною, наснаженою публіцистичним запалом лірикою, виділяються епічні твори, у яких з надзвичайною силою поетичного осмислення і зображення подано сторінки героїчної й глибоко драматичної минувшини українського народу, його боротьби за національну свободу. У публікації стверджується, що поеми й вірші історичної, історико-революційної та соціально-політичної проблематики — це вершинне досягнення геніального поета. Світ козаччини, героїка боротьби проти ворогів України превалює в усій його творчій спадщині.

## Цікаві факти
Частково протилежні погляди викладені у публікації О. Бузини «Вурдалак Тарас Шевченко»